# Буркхард III фон Юзенберг-Кенцинген
Буркхард III фон Юзенберг-Кенцинген (на немски: Burchard III, Herr von Üsenberg-Kenzingen; † 13 април 1305 или 1334) е господар на Кенцинген/Юзенберг в Брайзгау.
Той е син на Рудолф II фон Кенцинген († 1259) и първата му съпруга графиня Кунигунда фон Катценелнбоген († 1253), дъщеря на граф Бертхолд II фон Катценелнбоген († сл. 1211) и Аликс де Момпелгард († сл. 1244). Баща му Рудолф II се жени втори път ок. 1311 г. за Елизабет фон Лихтенберг († сл. 1270).
Брат е на Рудолф III фон Юзенберг-Кенцинген († 1296), Гебхард фон Юзенберг († сл. 1319) и Анна фон Юзенберг-Кенцинген († сл. 1286), омъжена за маркграф Хайнрих II фон Баден-Хахберг († 1299/1300). Полубрат е на Рудолф IV фон Юзенберг-Кенцинген 'Млади' († 1304).
През 1249 г. баща му Рудолф II основава град Кенцинген при селото Кенцинген. Родът на господарите на Юзенберг изчезва с внук му Хесо V фон Юзенберг († 1379).

## Фамилия
Буркхард III фон Юзенберг-Кенцинген се жени за фон Шварценберг и втори път за фон Хевен. Той има един син:
- Хесо IV фон Юзенберг (1283 – 1331), женен I. за Гизела фон Малтерер, II. за Агнес фон Хоенгеролдсек († сл. 1404).

## Галерия
- Баща му Рудолф II фон Юзенберг в Кенцинген
- Родословно дърво на фон Юзенберг, табела в Кенцинген